# Division 1 för herrar 2018
La Division 1 för herrar 2018 è la 28ª edizione del campionato di football americano di secondo livello, organizzato dalla SAFF.

## Squadre partecipanti
| Club                   | Città        | Stadio | Sponsor ufficiale | Risultato nella stagione 2017 |
| ---------------------- | ------------ | ------ | ----------------- | ----------------------------- |
| Arlanda Jets           | Märsta       |        |                   |                               |
| Borås Rhinos           | Borås        |        |                   |                               |
| Carlstad Crusaders B   | Karlstad     |        |                   |                               |
| Djurgårdens IF         | Stoccolma    |        |                   |                               |
| Ekeby Greys            | Ekeby        |        |                   |                               |
| Halmstad Eagles        | Halmstad     |        |                   |                               |
| Jönköping Spartans     | Jönköping    |        |                   |                               |
| Karlskoga Wolves       | Karlskoga    |        |                   |                               |
| Kristianstad Predators | Kristianstad |        |                   |                               |
| Limhamn Griffins       | Malmö        |        |                   |                               |
| Norrköping Panthers    | Norrköping   |        |                   |                               |
| Örebro Black Knights B | Örebro       |        |                   |                               |
| Staffanstorp Saviours  | Staffanstorp |        |                   |                               |
| Skövde Dukes           | Skövde       |        |                   |                               |
| STU Northside Bulls    | Täby         |        |                   |                               |
| Telge Truckers         | Södertälje   |        |                   |                               |
| Tyresö Royal Crowns    | Tyresö       |        |                   |                               |
| Upplands-Bro Broncos   | Kungsängen   |        |                   |                               |
| Västerås Roedeers      | Västerås     |        |                   |                               |
| Ystad Rockets          | Ystad        |        |                   |                               |

## Stagione regolare

### Calendario

#### 1ª giornata
| Ystad 29 aprile 2018, ore 13:00 | Ystad Rockets | 27 – 6 referto | Halmstad Eagles | Ystad IP |

#### 2ª giornata
| Malmö 5 maggio 2018, ore 10:00 | Limhamn Griffins | 51 – 0 referto | Staffanstorp Saviours | Hästhagens IP |

| Södertälje 5 maggio 2018, ore 11:00 | Telge Truckers | 0 – 77 referto | STU Northside Bulls | Brunnsängs IP |

| Skövde 5 maggio 2018, ore 12:00 | Skövde Dukes | 0 – 7 referto | Västerås Roedeers | Lillegården |

| Karlskoga 5 maggio 2018, ore 13:00 | Karlskoga Wolves | 36 – 6 referto | Norrköping Panthers | Nobelstadion |

| Stoccolma 5 maggio 2018, ore 13:15 | Djurgårdens IF | 46 – 20 referto | Upplands-Bro Broncos | Östermalms IP |

| Jönköping 6 maggio 2018, ore 13:00 | Jönköping Spartans | 26 – 14 referto | Kristianstad Predators | Rosenlunds IP |

| Ystad 6 maggio 2018, ore 13:00 | Ystad Rockets | 30 – 34 referto | Ekeby Greys | Ystad IP |

| Örebro 6 maggio 2018, ore 15:00 | Örebro Black Knights B | 8 – 44 referto | Borås Rhinos | Rosta Gärde |

#### 3ª giornata
| Skövde 12 maggio 2018, ore 12:00 | Skövde Dukes | 6 – 46 referto | Karlskoga Wolves | Lillegården |

| Stoccolma 12 maggio 2018, ore 13:15 | Djurgårdens IF | 34 – 25 referto | Arlanda Jets | Östermalms IP |

| Solna 12 maggio 2018, ore 15:00 | STU Northside Bulls | 41 – 49 referto | Tyresö Royal Crowns | Bergshamra IP |

| Kristianstad 12 maggio 2018, ore 15:00 | Kristianstad Predators | 49 – 0 referto | Staffanstorp Saviours | Kristianstad fotbollsarena |

| Malmö 12 maggio 2018, ore 15:00 | Limhamn Griffins | 42 – 0 referto | Jönköping Spartans | Hästhagens IP |

| Norrköping 13 maggio 2018, ore 13:00 | Norrköping Panthers | 26 – 0 referto | Västerås Roedeers | Panther field |

| Örebro 13 maggio 2018, ore 15:00 | Örebro Black Knights B | 6 – 26 referto | Carlstad Crusaders B | Rosta Gärde |

#### 4ª giornata
| Ekeby 19 maggio 2018, ore 12:00 | Ekeby Greys | 22 – 13 referto | Kristianstad Predators | Ekeby Skola |

| Stoccolma 19 maggio 2018, ore 13:15 | Djurgårdens IF | 59 – 0 referto | Telge Truckers | Östermalms IP |

| Tyresö 19 maggio 2018, ore 17:00 | Tyresö Royal Crowns | 60 – 12 referto | Arlanda Jets | Tyresövallen |

| Karlstad 20 maggio 2018, ore 12:00 | Carlstad Crusaders B | 36 – 12 referto | Skövde Dukes | Regementets IP |

| Halmstad 20 maggio 2018, ore 13:00 | Halmstad Eagles | 0 – 50 referto | Limhamn Griffins | Sannarps IP |

| Staffanstorp 20 maggio 2018, ore 14:00 | Staffanstorp Saviours | 0 – 26 referto | Jönköping Spartans | Staffansvallen |

| Västerås 20 maggio 2018, ore 15:00 | Västerås Roedeers | 2 – 49 referto | Karlskoga Wolves | Arosvallen |

| Borås 20 maggio 2018, ore 15:00 | Borås Rhinos | 51 – 0 referto | Norrköping Panthers | Sjöbovallen |

#### 5ª giornata
| Märsta 25 maggio 2018, ore 19:00 | Arlanda Jets | 14 – 34 referto | STU Northside Bulls | Midgårdsvallen |

| Ekeby 26 maggio 2018, ore 12:00 | Ekeby Greys | 46 – 12 referto | Halmstad Eagles | Ekeby Skola |

| Karlskoga 26 maggio 2018, ore 13:00 | Karlskoga Wolves | 42 – 0 referto | Örebro Black Knights B | Nobelstadion |

| Kungsängen 26 maggio 2018, ore 16:00 | Upplands-Bro Broncos | 55 – 6 referto | Telge Truckers | Kungsängens IP |

| Norrköping 27 maggio 2018, ore 13:00 | Norrköping Panthers | 6 – 41 referto | Skövde Dukes | Panther field |

| Borås 27 maggio 2018, ore 15:00 | Borås Rhinos | 41 – 0 referto | Carlstad Crusaders B | Sjöbovallen |

| Kristianstad 27 maggio 2018, ore 15:00 | Kristianstad Predators | 27 – 13 referto | Limhamn Griffins | Kristianstad fotbollsarena |

| Jönköping 27 maggio 2018, ore 15:00 | Jönköping Spartans | 25 – 13 referto | Ystad Rockets | Rosenlunds IP |

#### 6ª giornata
| Tyresö 1º giugno 2018, ore 18:00 | Tyresö Royal Crowns | 49 – 12 referto | Djurgårdens IF | Tyresövallen |

| Kristianstad 2 giugno 2018, ore 15:00 | Kristianstad Predators | 14 – 0 referto | Ystad Rockets | Kristianstad fotbollsarena |

| Kungsängen 2 giugno 2018, ore 16:00 | Upplands-Bro Broncos | 9 – 52 referto | STU Northside Bulls | Kungsängens IP |

| Norrköping 3 giugno 2018, ore 13:00 | Norrköping Panthers | 6 – 12 referto | Örebro Black Knights B | Panther field |

| Karlskoga 3 giugno 2018, ore 13:00 | Karlskoga Wolves | 34 – 20 referto | Borås Rhinos | Nobelstadion |

| Staffanstorp 3 giugno 2018, ore 13:00 | Staffanstorp Saviours | 0 – 36 referto | Halmstad Eagles | Staffansvallen |

| Västerås 3 giugno 2018, ore 15:00 | Västerås Roedeers | 0 – 24 referto | Carlstad Crusaders B | Arosvallen |

| Jönköping 3 giugno 2018, ore 16:00 | Jönköping Spartans | 13 – 6 referto | Ekeby Greys | Rosenlunds IP |

#### 7ª giornata
| Borås 9 giugno 2018, ore 13:00 | Borås Rhinos | 18 – 0 referto | Skövde Dukes | Sjöbovallen |

| Ystad 9 giugno 2018, ore 13:00 | Ystad Rockets | 49 – 0 referto | Staffanstorp Saviours | Ystad IP |

| Solna 9 giugno 2018, ore 15:00 | STU Northside Bulls | 48 – 6 referto | Djurgårdens IF | Bergshamra IP |

| Örebro 9 giugno 2018, ore 15:00 | Örebro Black Knights B | 6 – 34 referto | Västerås Roedeers | Rosta Gärde |

| Kungsängen 9 giugno 2018, ore 16:00 | Upplands-Bro Broncos | 6 – 50 referto | Tyresö Royal Crowns | Kungsängens IP |

| Ekeby 10 giugno 2018, ore 12:00 | Ekeby Greys | 35 – 34 referto | Limhamn Griffins | Ekeby Skola |

| Halmstad 10 giugno 2018, ore 13:00 | Halmstad Eagles | 6 – 34 referto | Jönköping Spartans | Sannarps IP |

| Södertälje 10 giugno 2018, ore 14:00 | Telge Truckers | 0 – 54 referto | Arlanda Jets | Brunnsängs IP |

| Karlstad 10 giugno 2018, ore 15:00 | Carlstad Crusaders B | 16 – 47 referto | Karlskoga Wolves | Regementets IP |

#### 8ª giornata
| Södertälje 16 giugno 2018, ore 11:00 | Telge Truckers | 0 – 61 referto | Tyresö Royal Crowns | Brunnsängs IP |

| Skövde 16 giugno 2018, ore 12:00 | Skövde Dukes | 30 – 6 referto | Örebro Black Knights B | Lillegården |

| Malmö 16 giugno 2018, ore 13:00 | Limhamn Griffins | 40 – 6 referto | Ystad Rockets | Hästhagens IP |

| Halmstad 16 giugno 2018, ore 13:00 | Halmstad Eagles | 12 – 44 referto | Kristianstad Predators | Sannarps IP |

| Staffanstorp 16 giugno 2018, ore 13:00 | Staffanstorp Saviours | 41 – 26 referto | Ekeby Greys | Staffansvallen |

| Märsta 16 giugno 2018, ore 18:00 | Arlanda Jets | 41 – 26 referto | Upplands-Bro Broncos | Midgårdsvallen |

| Karlstad 17 giugno 2018, ore 13:00 | Carlstad Crusaders B | 44 – 0 referto | Norrköping Panthers | Regementets IP |

| Västerås 17 giugno 2018, ore 15:00 | Västerås Roedeers | 0 – 6 referto | Borås Rhinos | Arosvallen |

### Classifiche
Le classifiche della regular season sono le seguenti:
- PCT = percentuale di vittorie, G = partite giocate, V = partite vinte,  P = partite perse, PF = punti fatti, PS = punti subiti

#### Östra
| Pos. | Squadra              | PCT   | G | V | N | P | PF  | PS  |
| ---- | -------------------- | ----- | - | - | - | - | --- | --- |
| 1    | Tyresö Royal Crowns  | 1.000 | 5 | 5 | 0 | 0 | 269 | 71  |
| 2    | STU Northside Bulls  | .800  | 5 | 4 | 0 | 1 | 252 | 78  |
| 3    | Djurgårdens IF       | .600  | 5 | 3 | 0 | 2 | 157 | 142 |
| 4    | Arlanda Jets         | .400  | 5 | 2 | 0 | 3 | 146 | 154 |
| 6    | Upplands-Bro Broncos | .200  | 5 | 1 | 0 | 4 | 116 | 195 |
| 6    | Telge Truckers       | .000  | 5 | 0 | 0 | 5 | 6   | 306 |

#### Västra
| Pos. | Squadra                | PCT   | G | V | N | P | PF  | PS  |
| ---- | ---------------------- | ----- | - | - | - | - | --- | --- |
| 1    | Karlskoga Wolves       | 1.000 | 6 | 6 | 0 | 0 | 254 | 50  |
| 2    | Borås Rhinos           | .833  | 6 | 5 | 0 | 1 | 180 | 42  |
| 3    | Carlstad Crusaders B   | .667  | 6 | 4 | 0 | 2 | 146 | 107 |
| 4    | Västerås Roedeers      | .333  | 6 | 2 | 0 | 4 | 43  | 111 |
| 5    | Skövde Dukes           | .333  | 6 | 2 | 0 | 4 | 90  | 119 |
| 6    | Örebro Black Knights B | .167  | 6 | 1 | 0 | 5 | 38  | 182 |
| 7    | Norrköping Panthers    | .167  | 6 | 1 | 0 | 5 | 44  | 184 |

#### Södra
| Pos. | Squadra                | PCT  | G | V | N | P | PF  | PS  |
| ---- | ---------------------- | ---- | - | - | - | - | --- | --- |
| 1    | Jönköping Spartans     | .833 | 6 | 5 | 0 | 1 | 124 | 81  |
| 2    | Ekeby Greys            | .833 | 6 | 5 | 0 | 1 | 198 | 108 |
| 3    | Kristianstad Predators | .667 | 6 | 4 | 0 | 2 | 161 | 73  |
| 4    | Limhamn Griffins       | .667 | 6 | 4 | 0 | 2 | 230 | 68  |
| 5    | Ystad Rockets          | .333 | 6 | 2 | 0 | 4 | 125 | 119 |
| 6    | Halmstad Eagles        | .167 | 6 | 1 | 0 | 5 | 72  | 201 |
| 7    | Staffanstorp Saviours  | .000 | 6 | 0 | 0 | 6 | 6   | 266 |

## Playoff

### Tabellone
|  | Wild Card | Wild Card              | Wild Card           |                     |    | Quarti di finale | Quarti di finale | Quarti di finale |  |    | Semifinali          | Semifinali | Semifinali |  |    | XXVIII Finale    | XXVIII Finale | XXVIII Finale |
|  |           |                        |                     |                     |    |                  |                  |                  |  |    |                     |            |            |  |    |                  |               |               |
|  |           |                        |                     |                     |    |                  |                  |                  |  |    |                     |            |            |  |    |                  |               |               |
|  |           | 1V                     | Karlskoga Wolves    | 29                  |    |                  |                  |                  |  |    |                     |            |            |  |    |                  |               |               |
|  |           |                        |                     | 29                  |    |                  |                  |                  |  |    |                     |            |            |  |    |                  |               |               |
|  |           |                        | 4S                  | Limhamn Griffins    | 28 |                  |                  |                  |  |    |                     |            |            |  |    |                  |               |               |
|  | 3S        | Kristianstad Predators | 4S                  | Limhamn Griffins    | 28 | 7                |                  |                  |  |    |                     |            |            |  |    |                  |               |               |
|  | 3S        | Kristianstad Predators |                     |                     |    | 7                |                  |                  |  |    |                     |            |            |  |    |                  |               |               |
|  | 4S        | Limhamn Griffins       | 45                  |                     |    |                  |                  |                  |  |    |                     |            |            |  |    |                  |               |               |
|  | 4S        | Limhamn Griffins       | 45                  |                     |    |                  |                  |                  |  | 1V | Karlskoga Wolves    | 40         |            |  |    |                  |               |               |
|  |           |                        |                     |                     |    |                  |                  |                  |  | 1V | Karlskoga Wolves    | 40         |            |  |    |                  |               |               |
|  |           | 2Ö                     | STU Northside Bulls | 14                  |    |                  |                  |                  |  |    |                     |            |            |  |    |                  |               |               |
|  |           | 2Ö                     | STU Northside Bulls | 14                  |    |                  |                  |                  |  |    |                     |            |            |  |    |                  |               |               |
|  |           |                        |                     |                     |    |                  |                  |                  |  |    |                     |            |            |  |    |                  |               |               |
|  |           |                        |                     |                     |    |                  |                  |                  |  |    |                     |            |            |  |    |                  |               |               |
|  |           | 1S                     | Jönköping Spartans  | 7                   |    |                  |                  |                  |  |    |                     |            |            |  |    |                  |               |               |
|  |           |                        |                     | 7                   |    |                  |                  |                  |  |    |                     |            |            |  |    |                  |               |               |
|  |           |                        | 2Ö                  | STU Northside Bulls | 13 |                  |                  |                  |  |    |                     |            |            |  |    |                  |               |               |
|  | 2Ö        | STU Northside Bulls    | 2Ö                  | STU Northside Bulls | 13 | 35               |                  |                  |  |    |                     |            |            |  |    |                  |               |               |
|  | 2Ö        | STU Northside Bulls    |                     |                     |    | 35               |                  |                  |  |    |                     |            |            |  |    |                  |               |               |
|  | 4Ö        | Arlanda Jets           | 20                  |                     |    |                  |                  |                  |  |    |                     |            |            |  |    |                  |               |               |
|  | 4Ö        | Arlanda Jets           | 20                  |                     |    |                  |                  |                  |  |    |                     |            |            |  | 1V | Karlskoga Wolves | 28            |               |
|  |           |                        |                     |                     |    |                  |                  |                  |  |    |                     |            |            |  | 1V | Karlskoga Wolves | 28            |               |
|  |           | 1Ö                     | Tyresö Royal Crowns | 64                  |    |                  |                  |                  |  |    |                     |            |            |  |    |                  |               |               |
|  |           | 1Ö                     | Tyresö Royal Crowns | 64                  |    |                  |                  |                  |  |    |                     |            |            |  |    |                  |               |               |
|  |           |                        |                     |                     |    |                  |                  |                  |  |    |                     |            |            |  |    |                  |               |               |
|  |           |                        |                     |                     |    |                  |                  |                  |  |    |                     |            |            |  |    |                  |               |               |
|  |           | 1Ö                     | Tyresö Royal Crowns | 41                  |    |                  |                  |                  |  |    |                     |            |            |  |    |                  |               |               |
|  |           |                        |                     | 41                  |    |                  |                  |                  |  |    |                     |            |            |  |    |                  |               |               |
|  |           |                        | 3Ö                  | Djurgårdens IF      | 26 |                  |                  |                  |  |    |                     |            |            |  |    |                  |               |               |
|  | 3V        | Carlstad Crusaders B   | 3Ö                  | Djurgårdens IF      | 26 | 6                |                  |                  |  |    |                     |            |            |  |    |                  |               |               |
|  | 3V        | Carlstad Crusaders B   |                     |                     |    | 6                |                  |                  |  |    |                     |            |            |  |    |                  |               |               |
|  | 3Ö        | Djurgårdens IF         | 7                   |                     |    |                  |                  |                  |  |    |                     |            |            |  |    |                  |               |               |
|  | 3Ö        | Djurgårdens IF         | 7                   |                     |    |                  |                  |                  |  | 1Ö | Tyresö Royal Crowns | 36         |            |  |    |                  |               |               |
|  |           |                        |                     |                     |    |                  |                  |                  |  | 1Ö | Tyresö Royal Crowns | 36         |            |  |    |                  |               |               |
|  |           | 2S                     | Ekeby Greys         | 28                  |    |                  |                  |                  |  |    |                     |            |            |  |    |                  |               |               |
|  |           | 2S                     | Ekeby Greys         | 28                  |    |                  |                  |                  |  |    |                     |            |            |  |    |                  |               |               |
|  |           |                        |                     |                     |    |                  |                  |                  |  |    |                     |            |            |  |    |                  |               |               |
|  |           |                        |                     |                     |    |                  |                  |                  |  |    |                     |            |            |  |    |                  |               |               |
|  |           | 2V                     | Borås Rhinos        | 13                  |    |                  |                  |                  |  |    |                     |            |            |  |    |                  |               |               |
|  |           |                        |                     | 13                  |    |                  |                  |                  |  |    |                     |            |            |  |    |                  |               |               |
|  |           |                        | 2S                  | Ekeby Greys         | 38 |                  |                  |                  |  |    |                     |            |            |  |    |                  |               |               |
|  | 2S        | Ekeby Greys            | 2S                  | Ekeby Greys         | 38 | 54               |                  |                  |  |    |                     |            |            |  |    |                  |               |               |
|  | 2S        | Ekeby Greys            |                     |                     |    | 54               |                  |                  |  |    |                     |            |            |  |    |                  |               |               |
|  | 4V        | Västerås Roedeers      | 0                   |                     |    |                  |                  |                  |  |    |                     |            |            |  |    |                  |               |               |

### Wild Card
| 18 agosto 2018, ore 11:00 | Carlstad Crusaders B | 6 – 7 referto | Djurgårdens IF |  |

| Ekeby 18 agosto 2018, ore 12:00 | Ekeby Greys | 54 – 0 referto | Västerås Roedeers | Ekeby Skola |

| 18 agosto 2018, ore 15:00 | STU Northside Bulls | 35 – 20 referto | Arlanda Jets |  |

| Kristianstad 19 agosto 2018, ore 15:00 | Kristianstad Predators | 7 – 45 referto | Limhamn Griffins | Kristianstads IP |

### Quarti di finale
| Borås 25 agosto 2018, ore 13:00 | Borås Rhinos | 13 – 38 referto | Ekeby Greys | Sjöbovallen |

| Karlskoga 25 agosto 2018, ore 15:00 | Karlskoga Wolves | 29 – 28 referto | Limhamn Griffins | Nobelstadion |

| Jönköping 25 agosto 2018, ore 16:00 | Jönköping Spartans | 7 – 13 referto | STU Northside Bulls | Rosenlunds IP |

| Tyresö 25 agosto 2018, ore 18:00 | Tyresö Royal Crowns | 41 – 26 referto | Djurgårdens IF | Tyresövallen |

### Semifinali
| 2 settembre 2018, ore 15:10 | Karlskoga Wolves | 40 – 14 referto | STU Northside Bulls |  |

| 2 settembre 2018, ore 18:00 | Tyresö Royal Crowns | 36 – 28 referto | Ekeby Greys |  |

### XXVIII Finale
| Västerås 8 settembre 2018 | Karlskoga Wolves | 28 – 64 | Tyresö Royal Crowns | Arosvallen |

## Verdetti
- Tyresö Royal Crowns Campioni della Division 1 2018